# Вільямстаун (Нью-Йорк)
Вільямстаун (англ. Williamstown) — місто (англ. town) в США, в окрузі Освіго штату Нью-Йорк. Населення — 1335 осіб (2020).

## Демографія
Згідно з переписом 2010 року, у місті мешкало 1277 осіб у 430 домогосподарствах у складі 340 родин. Було 655 помешкань
Расовий склад населення:
| - 95,5 % — білих - 0,3 % — корінних американців - 0,3 % — чорних або афроамериканців - 0,1 % — азіатів - 2,4 % — осіб інших рас |

До двох чи більше рас належало 1,4 %. Частка іспаномовних становила 3,1 % від усіх жителів.
За віковим діапазоном населення розподілялося таким чином: 28,3 % — особи молодші 18 років, 62,0 % — особи у віці 18—64 років, 9,7 % — особи у віці 65 років та старші. Медіана віку мешканця становила 35,0 року. На 100 осіб жіночої статі у місті припадало 102,1 чоловіків;  на 100 жінок у віці від 18 років та старших — 107,0 чоловіків також старших 18 років.
Середній дохід на одне домашнє господарство  становив 62 079 доларів США (медіана — 54 489), а середній дохід на одну сім'ю — 68 850 доларів (медіана — 64 375). Медіана доходів становила 39 844 долари для чоловіків та 40 625 доларів для жінок. За межею бідності перебувало 7,8 % осіб, у тому числі 3,2 % дітей у віці до 18 років та 5,0 % осіб у віці 65 років та старших.
Цивільне працевлаштоване населення становило 592 особи. Основні галузі зайнятості: роздрібна торгівля — 17,7 %, виробництво — 17,7 %, освіта, охорона здоров'я та соціальна допомога — 11,3 %, мистецтво, розваги та відпочинок — 10,1 %.